# Kibitnikowate
Kibitnikowate (Gracillariidae) – rodzina niewielkich motyli nocnych obejmująca około 1000 gatunków zaliczanych do grupy motyli minujących, czyli żerujących we wnętrzu liści. Żerujące gąsienice tworzą na liściach tak zwane miny, najczęściej komorowe. Wygląd min jest ważną cechą pomagającą w identyfikacji gatunku. Rozpiętość skrzydeł kibitnikowatych mieści się w przedziale 6–20 mm.
W Polsce występuje ponad 110 gatunków, w większości monofagów, m.in.:
- szrotówek robiniaczek(inne języki) (Macrosaccus robiniella) – gąsienice żerują na spodniej stronie liści robinii. Zawleczony z Ameryki Północnej.
- Parectopa robiniella – larwy tworzą miny (żerują) na zewnętrznej stronie liści robinii. Również zawleczony z Ameryki Północnej.
- Phyllonorycter issikii(inne języki) – żeruje na liściach lipy, od niedawna w Polsce. Przybysz z Azji.
- szrotówek kasztanowcowiaczek (Cameraria ohridella) – żeruje na kasztanowcach.